# La meravigliosa visita
La meravigliosa visita (La merveilleuse visite) è un film del 1974 diretto da Marcel Carné, tratto dal romanzo La visita meravigliosa (The Wonderful Visit) (1895) di H. G. Wells.

## Distribuzione
La prima del film avvenne il 27 novembre 1974 nei cinema Gramont, Elysées Point Show, Gaumont Champs-Elysées, Saint-Lazare Pasquier e Cambronne.